# 布魯斯圖里
48°21′49″N 23°57′59″E / 48.36361°N 23.96639°E

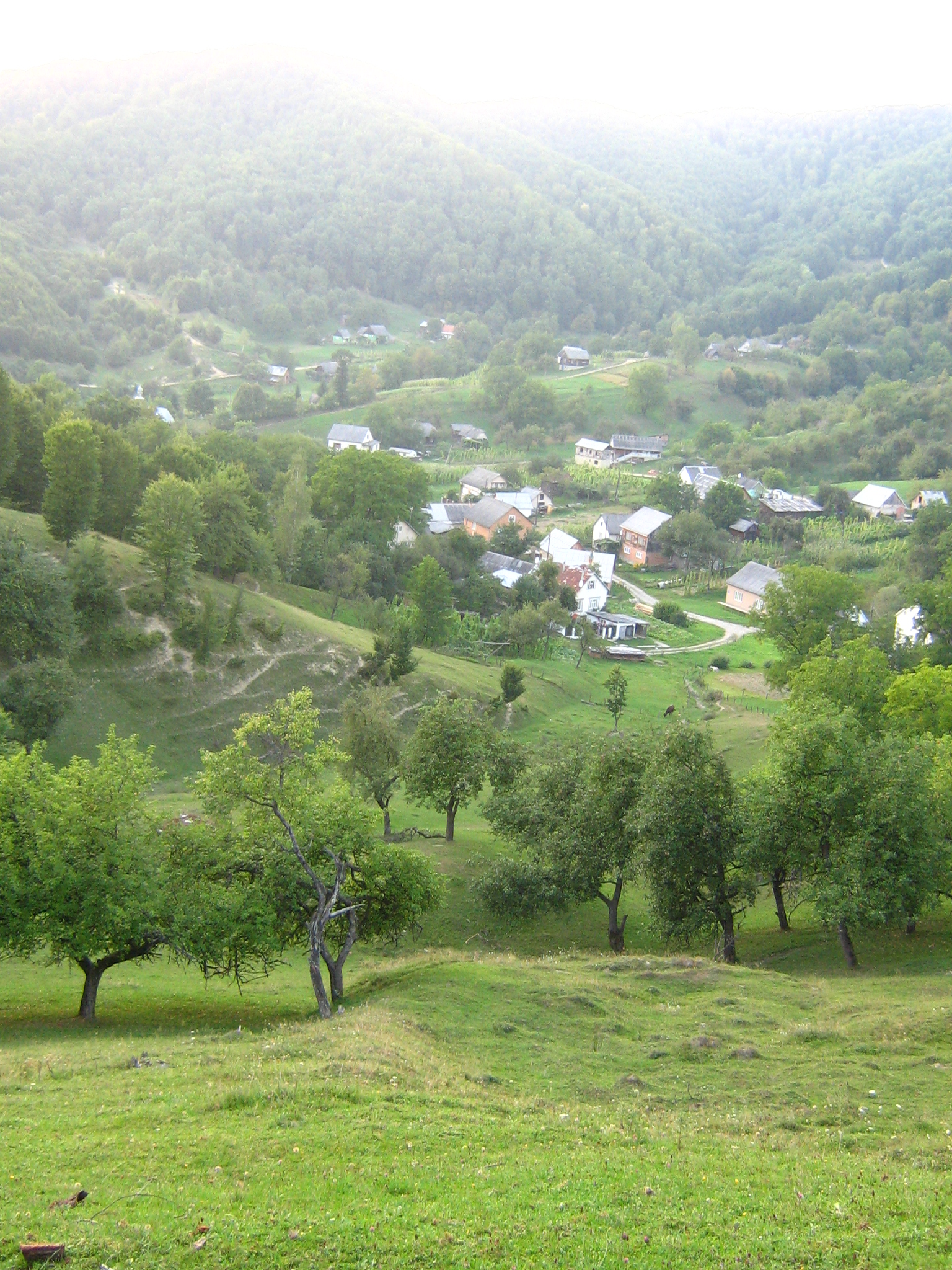

布魯斯圖里（烏克蘭語：Брустури），2023年前名爲洛普希夫（烏克蘭語：Лопухів），是位於烏克蘭西南部的村莊，并由外喀爾巴阡州佳奇夫區的乌斯季乔尔纳市镇負責管轄。該村處於布魯斯圖良卡河畔，始建於1638年，面積25平方公里，海拔高度655米，2001年人口3,317。